# Kolegiata Najświętszej Maryi Panny Królowej Świata w Stargardzie

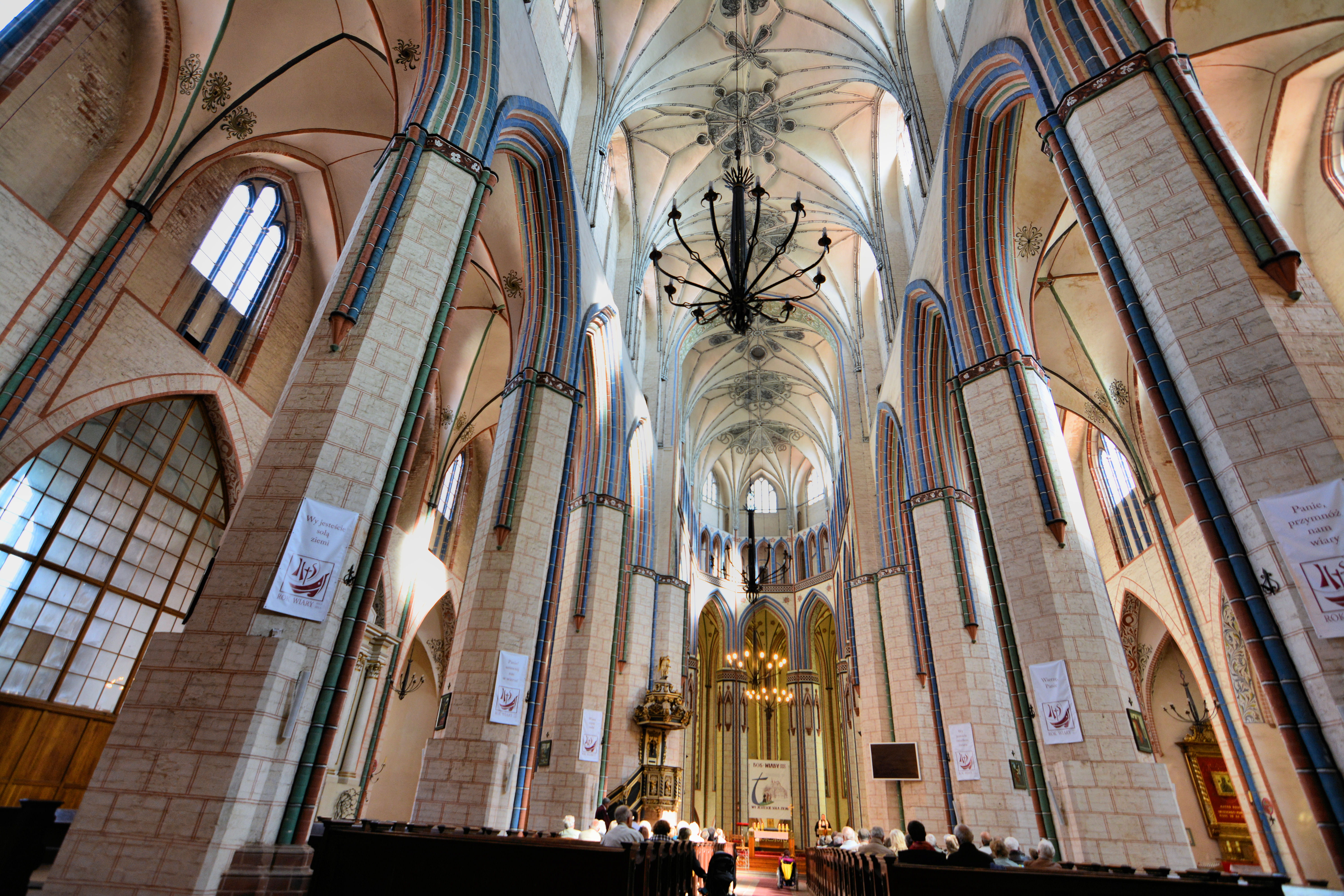
Wnętrze świątyni

Kolegiata Najświętszej Maryi Panny Królowej Świata w Stargardzie – kościół, jeden z najcenniejszych zabytków Pomorza Zachodniego i jedna z najznakomitszych świątyń gotyckich w zlewisku Morza Bałtyckiego, oddziałująca na liczne realizacje w regionie; kościół zamyka od strony południowej wschodnią pierzeję Rynku Staromiejskiego. Bryła kolegiaty widoczna jest ze wszystkich prowadzących do miasta dróg. W krajobrazie Stargardu porównywalna z nią pod względem wysokości jest jedynie wieża kościoła św. Jana – trzecia co do wysokości w województwie, po archikatedrze szczecińskiej i Kościele Mariackim w Chojnie. Wieża kolegiaty NMP, ze swoją wysokością 83,5 metra, zajmuje natomiast dziewiętnaste miejsce w kraju i piąte w województwie. Ze względu na okazałą bryłę, kościół zwany jest często (nieprawidłowo) katedrą.

## Historia

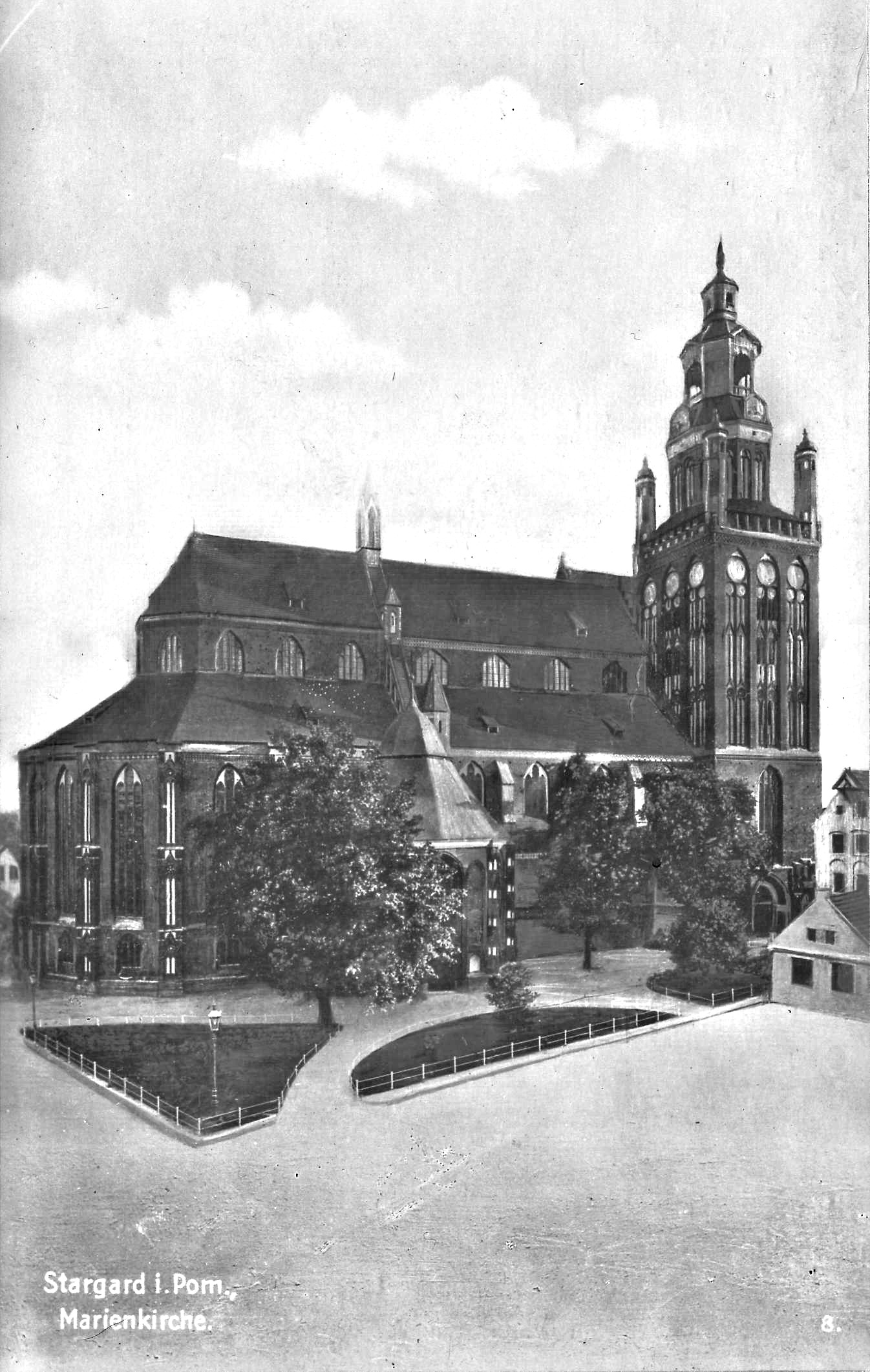
Kościół Mariacki ok. 1930

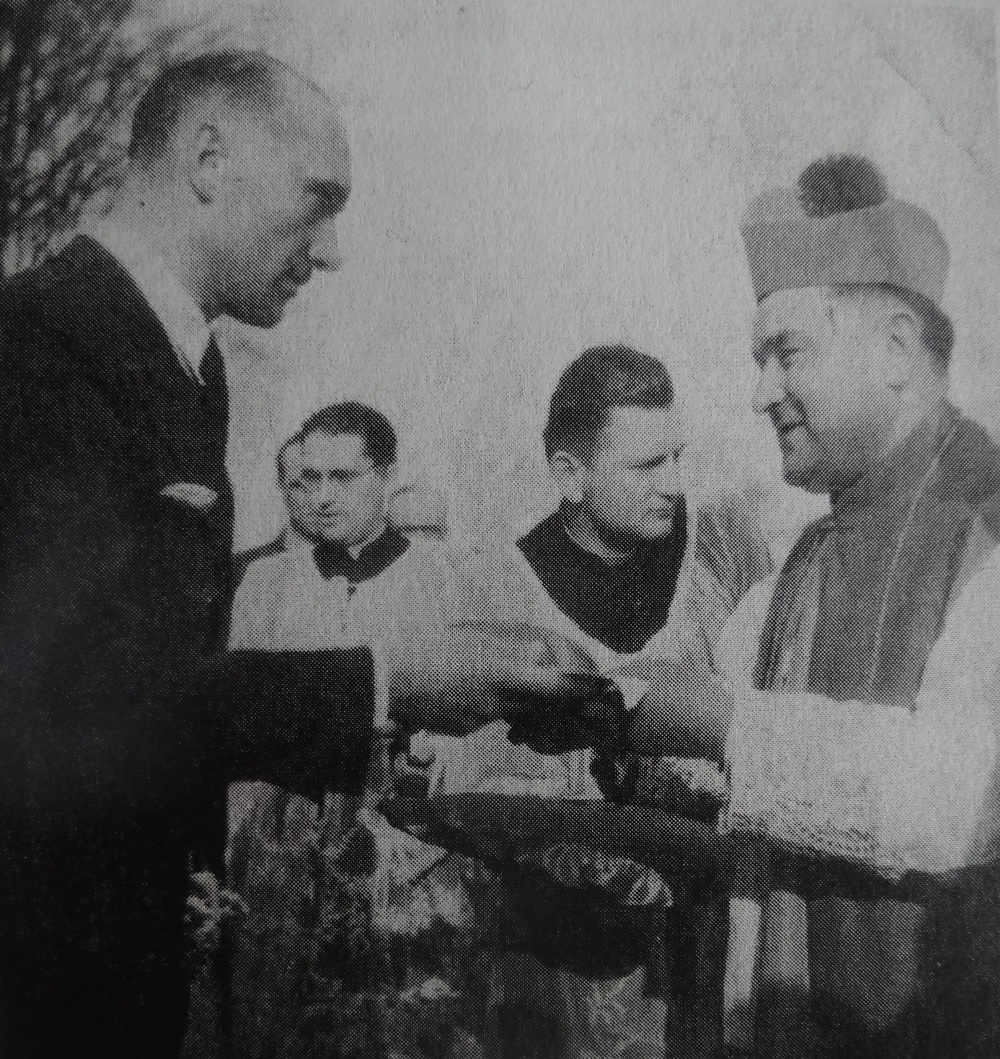
W środku pierwszy kapelan stargardzkiego garnizonu – ks. proboszcz, dziekan Alojzy Piłat TChr

### Kościół drewniany
Pierwotna świątynia powstała w 1242. Była drewniana lub z granitowych ciosów. Powstanie pierwszego w tym miejscu kościoła związane jest z lokacją miasta na prawie magdeburskim. Kościół powstał – zgodnie z prawem lokacyjnym – przy nowo wytyczonym placu targowym (późniejszy Rynek Staromiejski). Najstarsze wzmiankowanie o funkcjonowaniu w tym miejscy kościoła pochodzi z 1248 z dokumentu biskupa kamieńskiego przekazującego miasto pod władanie księstwa pomorskiego.

### Kościół halowy

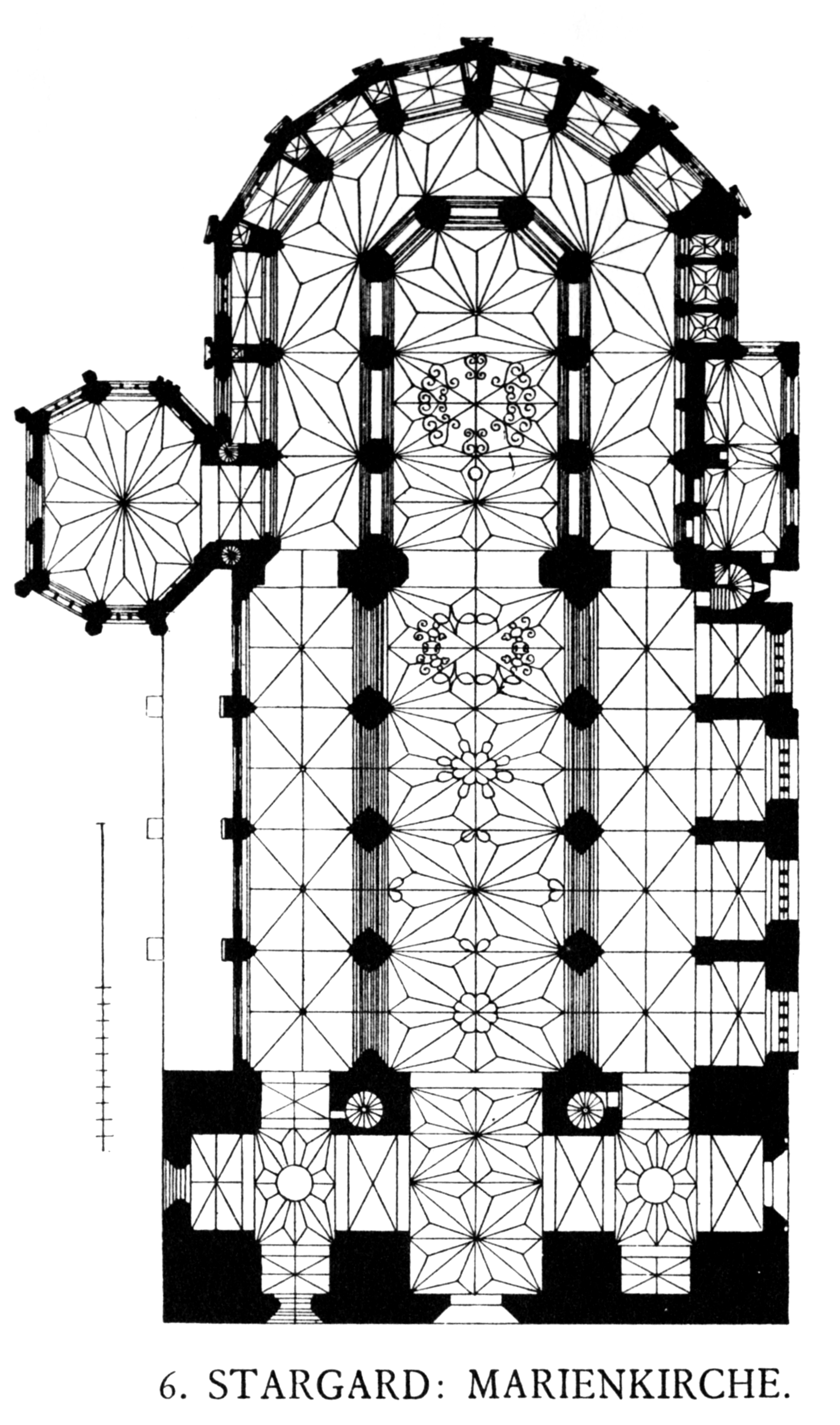
Rzut przyziemia kolegiaty

W 1292 roku postanowiono o budowie, nowej, większej świątyni. Miała ona stanowić wotum za nadanie miastu lubeckich praw miejskich. Pierwszy kościół murowany z gotyckiej cegły powstał na przełomie XIII i XIV wieku (w latach 1292–1324) na miejscu drewnianej świątyni. Nowy kościół miał kształt halowy. Wewnątrz dzielił się na trzy nawy z wysuniętym na wschód prezbiterium. Od zachodu zamknięty był schodkowym szczytem ozdobionym smukłymi blendami. W tym czasie była to budowla bezwieżowa. W tym etapie budowy wzorowano się na kościele Mariackim w Kołobrzegu.
O budowie kościoła Mariackiego świadczy odnaleziony w XIX wieku w jabłku sygnaturki prezbiterium dokument:

Anno
A Nato Mundi Salvatore Jesu Christo
MDCXXII
Ab urbe nac Neo-Stargardia Condita
CCCLXXIX
A primis Templi Mariani principiis
CCCXXX

W roku pańskim 1622 upłynęło 379 lat od lokacji Nowego-Stargardu i 330 od daty założenia świątyni Mariackiej.

### Kościół bazylikowy
W latach 80. XIV wieku przeprowadzono gruntowną rozbudowę, a w roku 1388 roku zbudowano kaplicę Mariacką. Od tego też roku aż do roku 1500 kościół przebudowywano zgodnie z wizją Hinricha Brunsberga ze Szczecina. Kościołowi nadano postać bazyliki, dobudowując m.in. nowe prezbiterium (podwyższono je i nawę główną), wieniec kaplic wokół chóru (w tym wspomnianą największą kaplicę Mariacką). Po stronie południowej umieszczono zakrystię, a nad nią kaplicę Anielską. Zachodnią fasadę uzupełniono o dwie wieże. Wyposażono go (również za sprawa darczyńców prywatnych) w ponad 50 ołtarzy, 8 dzwonów i troje organów. Mimo licznych zmian, pierwotny układ przestrzenny i konstrukcyjny przetrwały do dziś. 
Po wprowadzeniu na Pomorzu Reformacji w 1534 roku również stargardzki kościół przeszedł na rzecz wyznania luterańskiego. W XVII wieku świątynia, podobnie jak całe miasto, poważnie ucierpiała w wyniku pożaru w 1635 roku. Pożar który zniszczył sklepienia i wieże. Odbudowa trwała około 25 lat i zakończyła się około 1655 roku. W latach 1723-1724 wnętrze zyskało barokowy wystrój, który w latach 1819-1824 pod kierunkiem K. Liebenowa zastąpiono neogotyckim. Regotyzację przeprowadzano ponownie na przełomie XIX i XX wieku (w czasie konserwacji w latach 1905-1911 pod kierunkiem H. Denekego). Po zakończeniu przez niego prac, ponowne poświęcenie świątyni odbyło się 30 sierpnia 1911 w obecności pary cesarskiej – Wilhelma II i Augusty Wiktorii.
W czasie II wojny światowej w 1945 roku pożar ponownie uszkodził kościół, zniszczył hełm wieży północnej i dach, zaś wnętrze zostało zdewastowane. Po prowizorycznej odbudowie w latach 1946–1948 budynek przeszedł prace zabezpieczające i rekonstrukcyjne i był wykorzystywany jako magazyn aż do 1957 roku, kiedy to kard. Stefan Wyszyński rekonsekrował kościół 30 listopada 1957 roku. Odbudowa trwała dalej i w 1962 roku przywrócono wieży hełm; w roku 1966 został ufundowany witraż poświęcony patronce parafii, NMP Królowej Świata; zainstalowano go w oknie zachodniej elewacji, nad głównym portalem. Zostały także ufundowane nowe organy. Do lat 70. XX w. w ówczesnej klasyfikacji kościół zaliczany był do zabytków klasy zerowej.
W 1995 uzyskał status kolegiaty. W roku 2001 rozpoczął się remont kaplicy Mariackiej oraz wieży północnej, na której w 2006 otwarto taras widokowy. W rok później rozpoczęto wymianę dachówek nad nawą główną, nawami bocznymi i kaplicami. W tym czasie uzupełniono elementy witraży z początku XX wieku. W najbliższych latach przewiduje się renowację murów zewnętrznych świątyni.
Kolegiata jest siedzibą dziekana dekanatu Stargard Wschód.
Rozporządzeniem Prezydenta RP z dnia 17 września 2010 kolegiata wraz z systemem murów obronnych została uznana za pomnik historii.

## Architektura

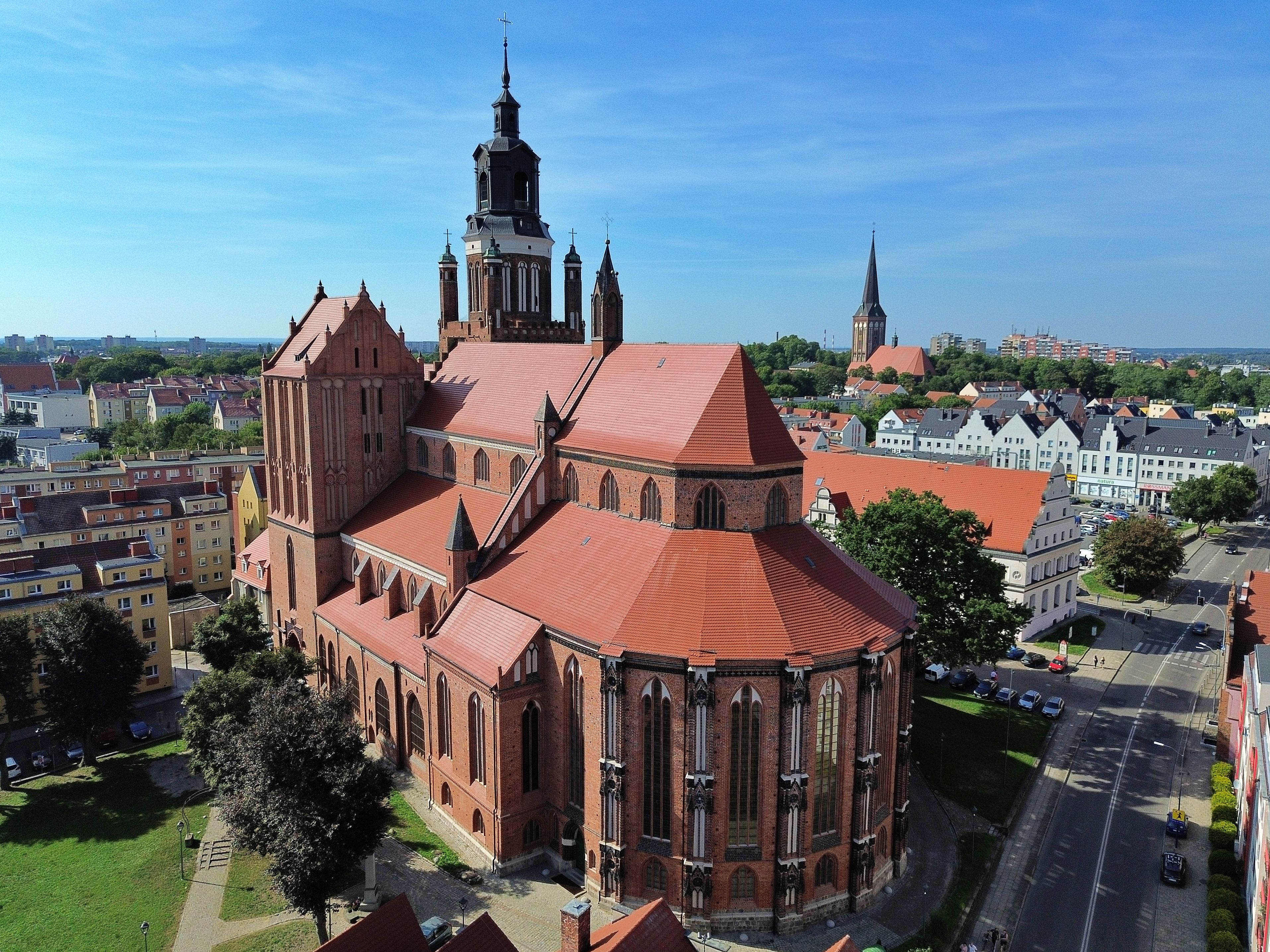
Kolegiata w Stargardzie – widok od strony południowo-wschodniej

Kolegiata Najświętszej Marii Panny jest usytuowana w południowo-wschodnim narożniku Rynku Staromiejskiego, jest orientowana zgodnie ze średniowiecznymi zasadami – prezbiterium zwrócone ku wschodowi. Wzniesiona została z cegły na fundamentach z ciosów granitowych. Zbudowana na planie wydłużonego prostokąta zamkniętego od wschodu wielobocznie. Całkowita długość kościoła wynosi 79,5 m, szerokość 37,8 m, wysokość nawy 32,5 m (jest to najwyżej sklepiony kościół w Polsce).

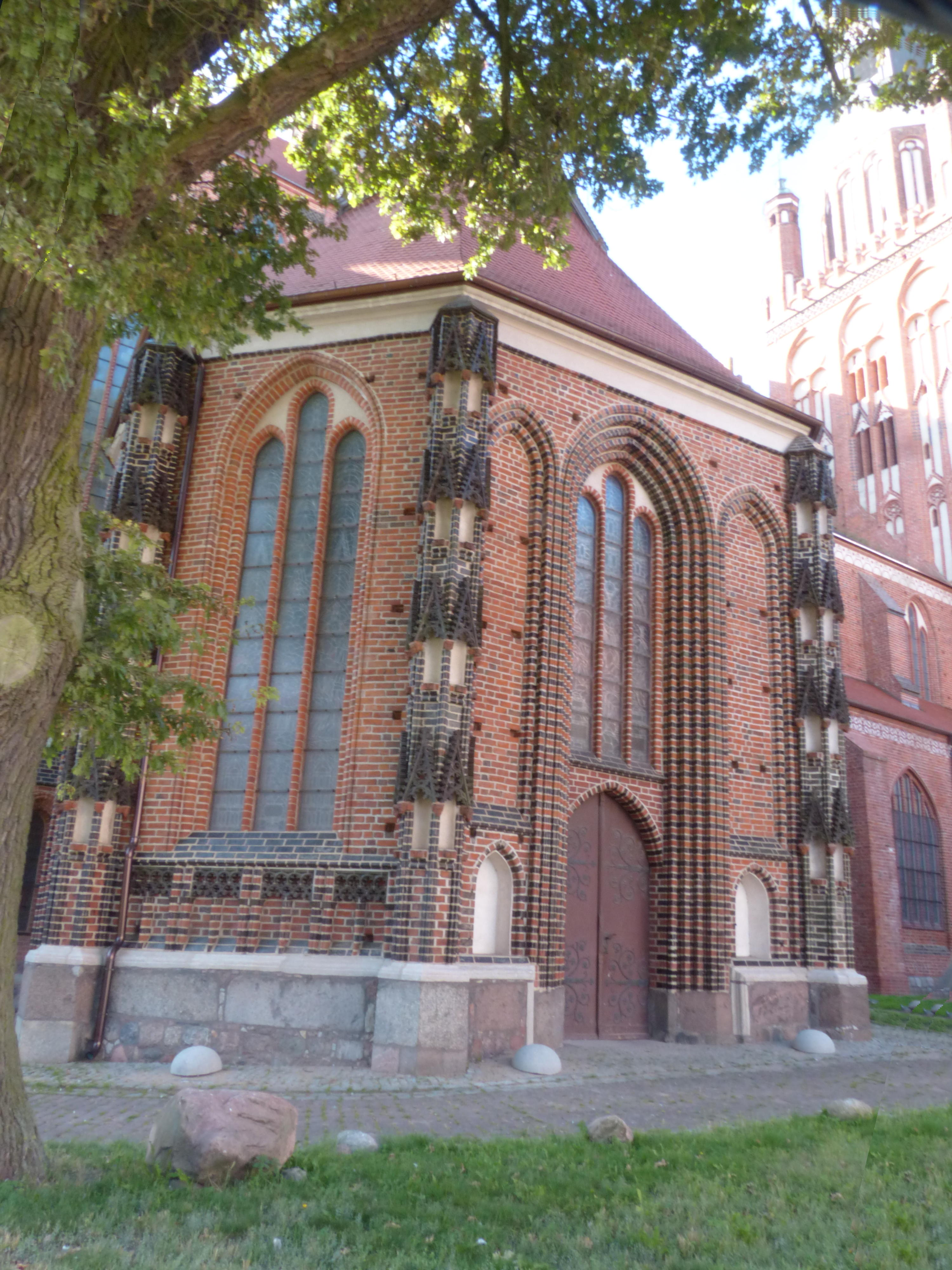
Kaplica Mariacka

Świątynia niemal w całości jest budowlą średniowieczną, wznoszoną etapami od końca XIII wieku do końca XV w. W wyniku długo trwającej budowy pierwotny kościół (z przełomu XIII i XIV wieku) halowy, bezwieżowy, z jedną nawą prezbiterium uzyskał na przełomie XIV i XV wieku kształt dwuwieżowej bazyliki z prezbiterium otoczonym nawą obejścia i wieńcem kaplic przy obejściu i nawach bocznych.
Triforium chóru z chodem niepowtarzalne w regionie Morza Bałtyckiego.
Najokazalszą bryłę otrzymała Kaplica Mariacka założona po północnej stronie obejścia w formie wysuniętego poza lico murów ośmioboku, przykrytego odrębnym, namiotowym dachem. Po przeciwnej, południowej stronie powstała prostokątna zakrystia z Kaplica Anielską na piętrze.
Podziały elewacji i ścian wewnętrznych poszczególnych partii kościoła; prezbiterium, korpusu nawowego, kaplic przy nawach bocznych i wież są zróżnicowane. Odmienne sposoby opracowania ścian, okien, filarów, sklepień i detali architektonicznych partii budowli wynikają z długiego procesu ich wznoszenia, oraz są odbiciem przemian w rozwoju architektury na Pomorzu.

## Wyposażenie

### Rzeźby
Z rzeźbiarskiego wyposażenia kościoła do naszych czasów przetrwały fragmentarycznie zachowane:

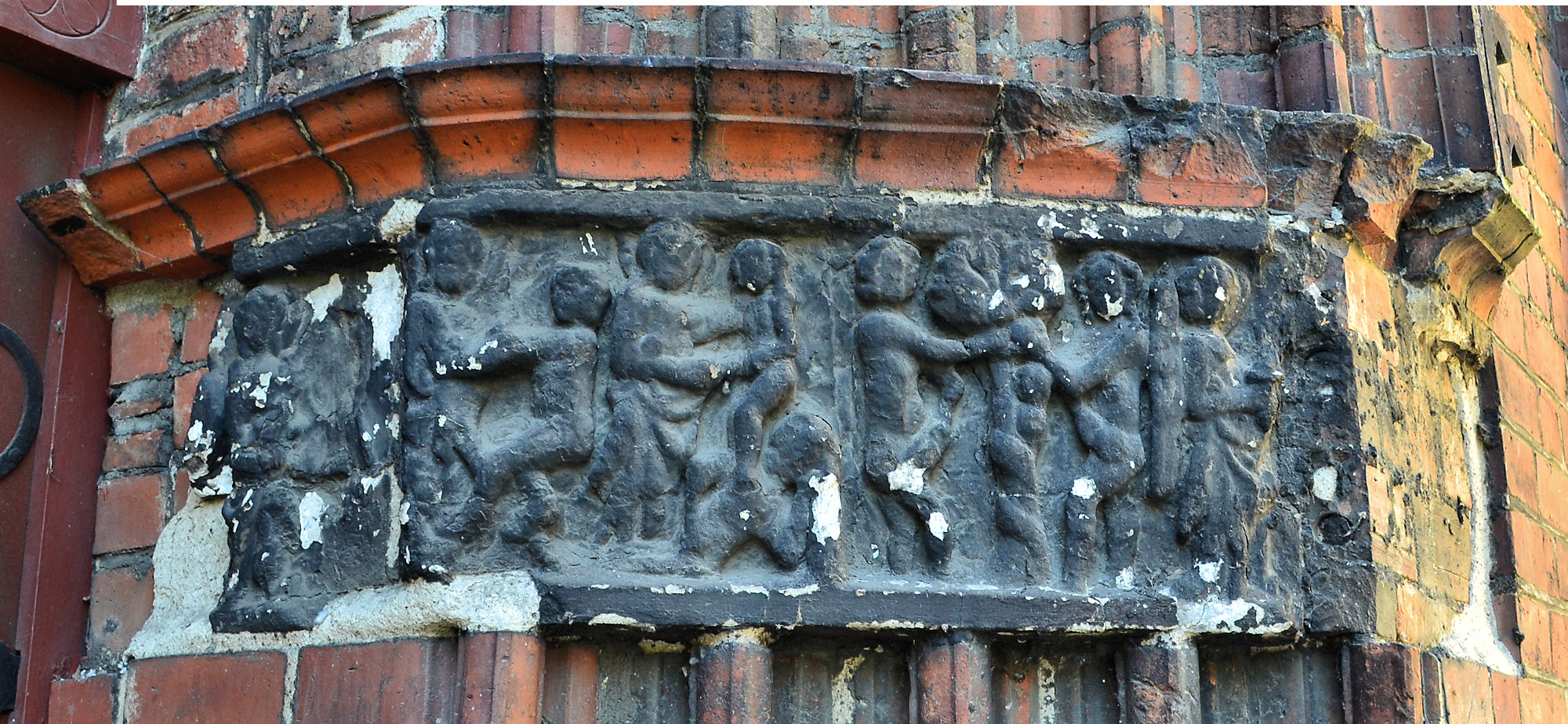
Strefa kapitelowa portalu

- reliefowa strefa kapitelowa w północnym portalu wieży północnej. Obecne umiejscowienie tej strefy jest wtórne – pierwotnie znajdowała się ona najprawdopodobniej w głównym portalu świątyni. Strefa ma formę fryzu składającego się z szeregu scen zaczerpniętych z Księgi Rodzaju. Są to: Stworzenie Adama i Ewy, Grzech pierworodny, Wygnanie z raju. Wszystkie te sceny znajdują się na prawej stronie portalu. Scen znajdujących się po lewej stronie portalu (ze względu na ich duże uszkodzenie) nie udało się jednoznacznie zinterpretować. Prosta, niekiedy nieporadna forma płaskorzeźb pozwala sądzić, iż dzieło to powstało w XIII w.
- tablica fundacyjna na zachodniej elewacji wieży północnej. Tablica jest w znacznym stopniu zniszczona. Przedstawia Marię i klęczącego przed nią fundatora z modelem kościoła. Tablica wykonana została ze sztucznego kamienia w XIII w.

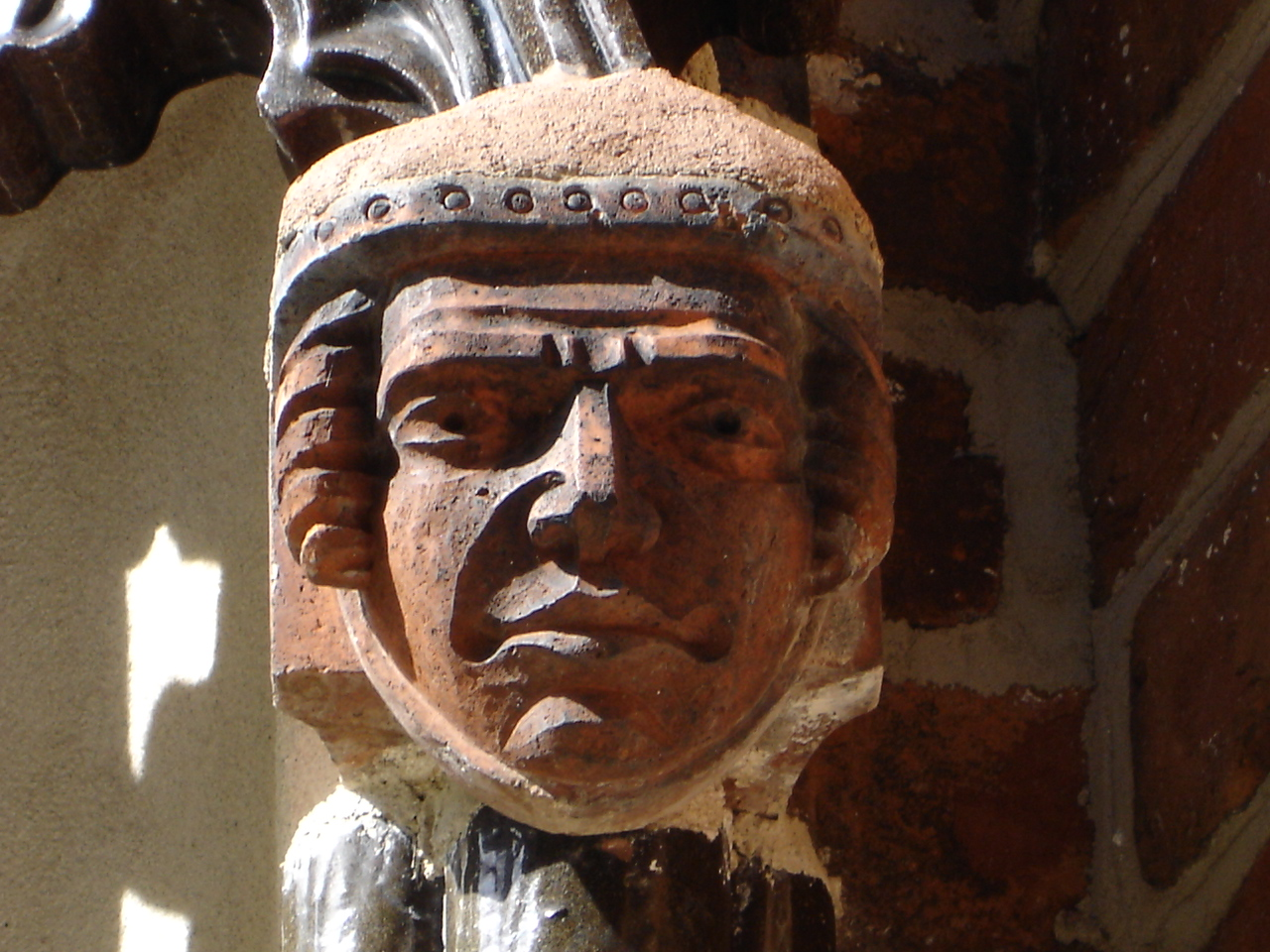
Maszkaron

- ceramiczne główki na elewacji kaplicy mariackiej oraz we wnętrzach kaplic po północnej stronie nawy bocznej. Pierwsze tego typu dekoracje stargardzkiego kościoła powstały w XV w. Główki przedstawiają postacie zarówno mężczyzn, jak i kobiet. Często mają charakter uproszczony lub fantastyczny. Z zachowanych do dziś główek niewiele ma średniowieczny rodowód. Większość powstała w wieku XIX podczas prac konserwatorskich.

### Polichromie
Malowidła zachowały się w:
- zakrystii. Polichromia pochodzi z XV w. i zachowała się tylko na części jednej ze ścian. Przedstawia Chrystusa w Tłoczni Mistycznej. Malowidło jest słabo czytelne.

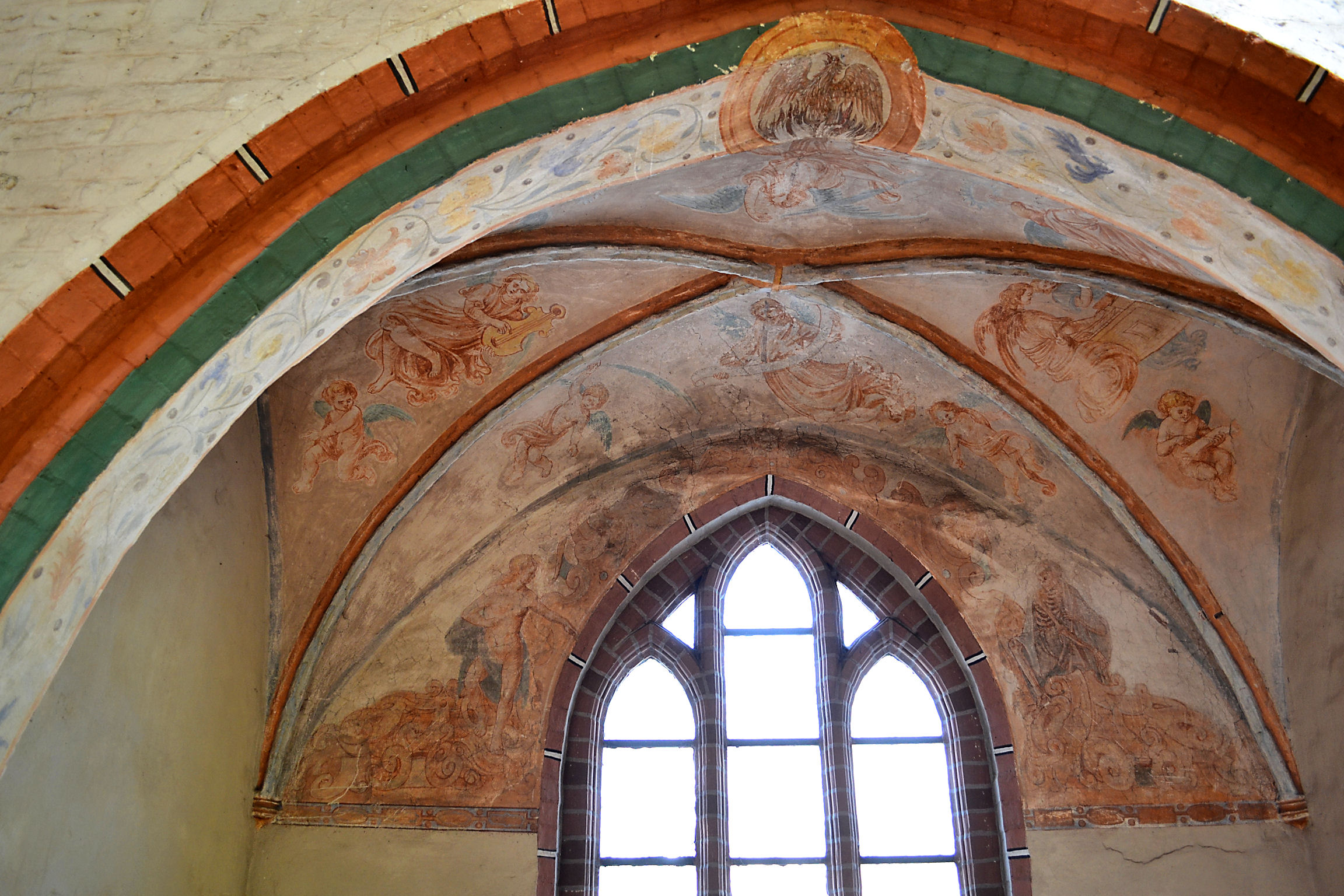
kaplica Trzech Króli

- kaplicy Trzech Króli. Polichromie pochodzą najprawdopodobniej z pierwszej połowy XVIII w. Pośród barokowych muzykujących aniołów i małżowinowego ornamentu przedstawione zostały personifikacje Życia (postać młodego mężczyzny po lewej stronie okna) i Śmierci (siedzący kościotrup). Polichromie, choć utraciły swój dawny blask są dość dobrze czytelne.

- kaplicy Piotra Gröninga – burmistrza Stargardu w XVI w. Polichromie zachowały się w dobrym stanie na wszystkich 3 ścianach kaplicy. Na ścianie północnej (bocznej, lewej) przedstawiono proroctwo Ezechiela i zapowiedź Sądu Ostatecznego. Na ścianie wschodniej, po lewej stronie – wstających z grobu zmarłych oraz (w głębi) scenę bitwy lub turnieju. Po prawej stronie ściany wschodniej przedstawiono wizerunek Drabiny Jakubowej wraz z Jakubem lejącym olej na kamień. Tło tej sceny stanowi panorama miasta Betel. Na ścianie południowej kaplicy przedstawiono Józefa Egipskiego przyjmującego podziękowania od uratowanych od klęski głodu Egipcjan.

- kaplicy Mildenitzów. Polichromie pokrywają wszystkie ściany i sklepienia kaplicy – są jednak słabo czytelne. Na ścianie frontowej kaplicy przedstawiono koronację Matki Bożej. Kompozycja (przedzielona oknem) składa się z dwóch głównych postaci przedstawionych w pozycji siedzącej: Maryi i tronującego Jezusa (z berłem i koroną). Na sklepieniu przedstawiono wizję Sądu Ostatecznego, a na podłuczu wizerunki Panien Mądrych i Głupich. Na południowej ścianie bocznej kaplicy zachowały się fragmenty polichromii Narodziny Jezusa, a na północnej Zaśnięcie Maryi

- polichromie wnętrza świątyni. Obecne polichromie pochodzą z początku XX w. Zostały one wykonane na podstawie odkrywek dokonanych przez Denekego. Polichromie nawiązują do barokowego wystroju malarskiego świątyni z uwzględnieniem również wcześniejszego, gotyckiego okresu.

Z zespołów witraży z 1911 wykonanych przez Linnemana z Frankfurtu nad Menem pozostało osiem witraży, z czego pięć w stanie dobrym.

### Ołtarze
Z wyposażenia ruchomego przetrwał drewniany, barokowy ołtarz główny, ufundowany w 1663 przez stargardzkiego mieszczanina, Krzysztofa Püttmanna. W predelli przedstawiono Ostatnią Wieczerzę. W retabulum pierwotnie znajdował się obraz Zdjęcie z Krzyża ufundowany w 1713. Na początku XX w. jego miejsce zajął obraz szczecińskiego malarza Henryka Rehtela Chrystus przed Piłatem wzorowany na sztychu Rembrandta. W zwieńczeniu przedstawiono wizerunek Chrystusa Zmartwychwstałego pochodzący najprawdopodobniej z XVII w. Po bokach umieszczono figury Maryi oraz św. Jana. Ołtarz wieńczy monumentalny krucyfiks z medalionami Ewangelistów.
Znajdujące się w kościele ołtarze boczne zostały zmontowane po 1945 z pochodzących z pierwszej połowy XVIII wieku epitafiów.

### Ambona
Ambona pochodzi z 1683 roku. Posiada dekorację oraz formę charakterystyczną dla rzemiosła snycerskiego Pomorza Zachodniego drugiej połowy XVII wieku. Ambona pierwotnie wsparta była na postaci Mojżesza trzymającego tablice z dziesięciorgiem przykazań, obecnie zdemontowanej. Czasza dekorowana jest postaciami czterech ewangelistów. Baldachim zwieńczony jest postacią anioła i dekorowany motywami roślinnymi. Całość ambony utrzymana jest w tonacji czerni z elementami bieli i złoceniami.
Oprócz ołtarzy, z XVIII-wiecznego wyposażenia kościoła zachowały się jeszcze dwa drewniane architektoniczne obramowania wejść do kaplic; starsze z nich (z początku XVIII wieku) znajduje się obecnie przy wejściu do południowej kruchty podwieżowej.

## Przynależność administracyjna
Od początku istnienia roku świątynia należała do biskupstwa kamieńskiego kościoła katolickiego. W 1303, przy Kościele Mariackim powołano jeden z pięciu w diecezji archidiakonatów. W 1534 sejm trzebiatowski zdecydował o przyjęciu Pomorzu nauki protestanckiej jako religii państwowej. Po wprowadzeniu reformacji biskupstwo Pomorskiego Kościoła Ewangelickiego. W latach 1945–1957 kościół stanowił własność Skarbu Państwa. Po wykonaniu zabezpieczenia wieży, świątynia służyła jako magazyn materiałów budowlanych. Po ponownym erygowaniu kościoła w 1957 roku przez prymasa Wyszyńskiego świątynia powróciła do kościoła katolickiego – pod zwierzchnictwo Administracji Apostolskiej w Gorzowie. W 1972 roku wraz z ustanowieniem nowego biskupstwa – szczecińsko-kamieńskiego kościół znalazł się w jego administracji. W 1992 diecezję podniesiono do rangi archidiecezji. W 1995 abp Marian Przykucki podniósł farę do godności kolegiaty, ustanawiając przy niej kapitułę stargardzką. Dziś kościół jest także siedzibą dziekana dekanatu Stargard-Wschód.

## Legenda o wieżach stargardzkiej kolegiaty

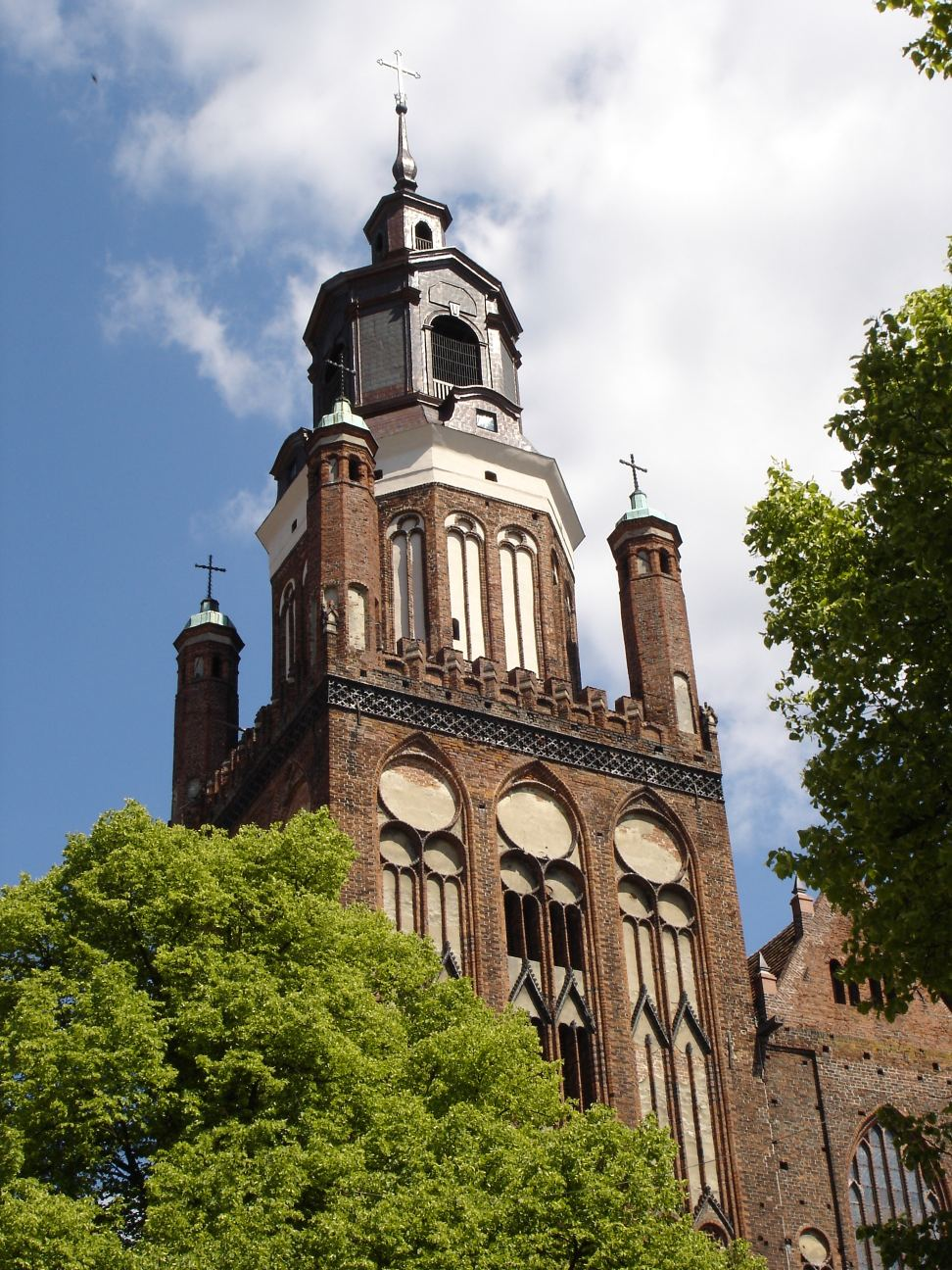
Wieża północna, papieska

Nikt nie potrafił odpowiedzieć na pytanie, dlaczego stary gotycki kościół Mariacki w Stargardzie ma dwie wieże, ale tylko jedna z nich – północna – jest wielka i okazała, a druga – południowa – niższa, widać wyraźnie, że nieukończona.
Według legendy, spory na temat, jaki ma być kościół Mariacki i jakie mają być jego wieże, wybuchały jeszcze przed rozpoczęciem jego budowy w końcu XIII wieku. W owym czasie Pomorzem władali książęta z dynastii Gryfitów. Rajcowie byli zgodni tylko w kwestii, że ma to być kościół tak wielki i wspaniały, aby budził zazdrość mieszkańców Szczecina, a nawet Poznania. Kiedy jednak zaczęto dyskutować ile kościół ma mieć wież, radni się podzielili i doszło do niesamowitej wrzawy; burmistrz z trudem kierował obradami.
Najstarszy wiekiem rajca – Łukasz, przewodnik bractwa kościelnego – oświadczył:
Jeden jest Bóg na niebie i jeden papież, jego namiestnik na ziemi, więc i kościół powinien mieć jedną wieżę, ale strzelistą i wysoką, tak by modły mogły prędzej dolecieć do nieba.
Kiedy zdawało się, że wszyscy zaakceptowali jego wypowiedź, głos zabrał gruby, czerwony na twarzy kupiec, rajca Henryk, który miał swoje składy sukna w Hamburgu i Bremie:
Dobrze prawi nam Łukasz, ale to jeszcze nie cała prawda, wszak wiemy, że na świecie dwóch mamy władców – papieża w sprawach kościelnych i cesarza w sprawach świeckich, zatem jedną wieżę poświęćmy papieżowi, a drugą cesarzowi.
Jeszcze inni, a wśród nich największy raptus, starszy cechu szewców – Krzych Dratwa, byli za tym, aby zamiast cesarzowi, jedną wieżę poświęcić księciu:
wszak on jest nasz i mieszka bliżej.
Dzień zbliżał się ku zachodowi, a zgody nie było.
Kościół jednak zaczęto budować i po latach wzniesiono wysoką wieżę północną i nazwano ją papieską. Jako druga miała być podwyższona wieża cesarska, ale wtedy w Europie rozgorzała wojna między cesarzem a papieżem o prymat rządów nad światem i nie wiadomo było kto zwycięży. Wieży południowej nie wzniesiono także dlatego, że w architekturze nastała moda na jedną wieżę w kościołach.